# 幡枝葵森線
幡枝葵森線（はたえだあおいのもりせん）は、京都府京都市左京区岩倉幡枝町から同市北区上賀茂葵之森町に至る都市計画道路である。

## 概要
京都市左京区岩倉幡枝町の長代北橋北詰に発し、同市北区上賀茂神山で京都府道38号京都広河原美山線市原バイパスの旧道に交わり、屈曲して同旧道沿いに原峠を越えて同区上賀茂葵之森町の柊野別れ交差点に至る計画延長3.290 kmの路線で、全体のうち起点から京都府道38号京都広河原美山線市原バイパスの旧道交点までが完成している。
完成済みの区間は、洛北第二地区土地区画整理事業や洛北第三地区土地区画整理事業により整備された区間と、都市計画道路建設事業により整備された区間に大別される。
都市計画道路建設事業として整備された頼光橋東側から京都府道38号京都広河原美山線までは左京区の岩倉地区と静市地区を結ぶ幹線道路として建設された。両地区を繋ぐ府道として京都府道106号神山岩倉停車場線が存在するが、道路幅員が狭く車両の離合に困難をきたしており、歩道未整備のため自転車や歩行者の通行も危険な状況であった。沿線地域における急激な都市化により車両交通量が増大していたため、良好な生活環境づくりを目的として1991年（平成3年）に着手されることとなった。
その後、2001年（平成13年）には静市地区に東北部クリーンセンターが竣工し、沿道の北区上賀茂本山には総合地球環境学研究所の新施設建設が進められていたため、建設が急がれたところ、同施設の2005年（平成17年）の竣工を経て2006年（平成18年）4月28日に全線の供用を開始した。頼光橋東側で直結する洛北第三地区土地区画整理事業による整備区間は2004年（平成16年）7月に供用開始している。
道路の完成に伴い、京都産業大学では国際会館駅とを結ぶシャトルバスの試験運行を開始し、京都バス産大国際線が開業した。

### 路線データ
- 起点：京都府京都市左京区岩倉幡枝町[3]
- 終点：京都府京都市北区上賀茂葵之森町[3]
- 番号：II・III・114[2]
- 路線延長：3.290 km[2]
- 代表幅員：12 m[2]

## 歴史
旧都市計画法に基づき、1960年（昭和35年）に都市計画決定された。最終変更日は1989年（平成元年）5月6日。

## 地理
完成済みの区間は、市道洛北第二緯9号線の一部、市道洛北第二緯22号線、市道洛北第三緯22号線、京都府道106号神山岩倉停車場線の一部、京都府道40号下鴨静原大原線の一部、市道静市7号線で構成される。

### 通過する自治体
- 京都府
  - 京都市（左京区 - 北区）

### 沿線
- 叡山電鉄鞍馬線 木野駅
- 京都府立北稜高等学校
- 総合地球環境学研究所
- 叡山電鉄鞍馬線 京都精華大前駅
- 京都精華大学